# Vaticinium ex eventu
Ein vaticinium ex eventu (lateinisch „Weissagung vom Ereignis her“) ist ein theologischer bzw. historiographischer Fachausdruck. Er bezeichnet die Einfügung einer Prophezeiung in einen Text, nachdem der Autor von dem Ereignis Kenntnis hatte. Die Prophezeiung wird dabei im chronologischen Ablauf des Textes vor dem Auftreten des Ereignisses eingeführt.
Darüber, in welchem Ausmaß Prophetie im Tanach und Prophetie im Urchristentum vaticinia ex eventu enthalten, besteht keine Einigkeit. Evangelikale und traditionalistische Theologen halten Weissagungen der Bibel in der Regel für tatsächliche Voraussagen. 
Unter historisch-kritischen Exegeten geht die Mehrheit davon aus, dass die Weissagungen Jesu über die Zerstörung Jerusalems etwa in Lk 21,24  oder die Zerstörung des Tempels etwa in Mk 13,2  erst nach dem Ereignis entstanden seien. Allerdings vertritt gerade hier auch eine Minderheit die Ansicht, dass die Zerstörungsweissagungen Jesu den Geschehnissen um 70 n. Chr. keinesfalls so genau entsprächen, wie das zu erwarten wäre, wenn der Autor Jesus diese Worte nach den Geschehnissen in den Mund gelegt hätte (siehe Evangelium nach Lukas, Datierung).
Auch die Vorhersagen des Propheten Daniel gelten im wissenschaftlichen Konsens als vaticinia ex eventu. Für die Prophezeiungen Jesu, in denen er seinen Tod und seine Auferstehung vorhersagt (z. B. Mk 8,31 ), halten es dagegen eine Reihe von Exegeten für plausibel, dass sie in ihrem Kern vor seinem Tod entstanden sind.
Im Hinduismus schafft der Prophet Madhva im 13. Jahrhundert ein vaticinium ex eventu, indem er eine vedische Prophezeiung auf seine Person deutet und sich somit zur göttlichen Inkarnation deklariert.
Das Buch Mormon enthält diverse vaticinia ex eventu, etwa über Christoph Kolumbus oder den Mormonengründer Joseph Smith.